# Norges U/15-fodboldlandshold
Norges U/15-fodboldlandshold er Norges landshold for fodboldspillere, som er under 15 år. Landsholdet bliver administreret af Norges Fotballforbund.
| Fodbold | Spire Denne artikel om fodbold er en spire som bør udbygges. Du er velkommen til at hjælpe Wikipedia ved at udvide den. |